# Microregione di Botucatu
Botucatu è una microregione dello Stato di San Paolo in Brasile, appartenente alla mesoregione di Bauru.

## Comuni
Comprende 7 comuni:
- Anhembi
- Bofete
- Botucatu
- Conchas
- Pardinho
- Pratânia
- São Manuel